# Vallø Station
Vallø Station er en dansk jernbanestation lige øst for landsbyen Vedskølle ved Vallø.